# Фэй, Джон Эдуард
Джон Эдуард Фэй (англ. John Edward Fay; 1903, Линн, штат Массачусетс — 29 августа 1979, Портленд, штат Мэн) — американский органист.
Учился в Портленде у пианиста и педагога Фрэнка Рэнкина, затем в Париже у Изидора Филиппа (фортепиано) и Жозефа Бонне (орган). Вернувшись в Портленд, работал органистом церкви Святого Иосифа, дал более ста органных и фортепианных концертов. В 1952—1976 гг. муниципальный органист Портленда, титулярный органист Кочмаровского органа. Проводил летние концерты для детей, в 1959 году вместе с Джоном Уивером записал первый альбом на Кочмаровском органе.